# Западнобахнарские языки
Западнобахнарские языки — группа бахнарской ветви австроазиатской семьи языков, объединяющая идиомы, распространённые на юге Лаоса (в особенности провинций Тямпасак, Аттапы и Секонг) и в приграничных районах Камбоджи и Вьетнама. Общая численность носителей западнобахнарских языков в 2003 году оценивалась в 100 тысяч человек, что делает эту группу самой малочисленной из бахнарских (если кор не выделяется в отдельную восточную группу).

## О названии
Как и остальные группы бахнарской ветви, западнобахнарская названа по географическому критерию: её ареал находится западнее, чем языки других групп. В момент выделения в 1970-х годах западнобахнарские были наименее изученной группой бахнарских языков, и Томас и Хидли выделили их чисто географически.

## Хронология разделения и прародина
Западнобахнарские языки — одна из четырёх ветвей бахнарской ветви мон-кхмерских языков вместе с севернобахнарскими, центральнобахнарскими и восточнобахнарскими. Всего насчитывается не менее 30 бахнарских языков, из которых западных 11 штук. Наибольшее разнообразие мон-кхмерских языков наблюдается в периферийных негостеприимных регионах национальных государств, и западнобахнарская группа — не исключение.
Сидуэлл и Жак указывают западнобахнарскую прародину в верховьях долины реки Конг, возле административного центра провинции, Ламама. Основываясь на данных сравнительной фонологии, они постулируют, что западнобахнарские — молодая диалектная цепь. Отсутствие в западнобахнарских заимствований из чамских языков (при их обилии в языках северной и центральной группы) свидетельствует о том, что западная группа обособилась до появления тямов в Индокитае в первом тысячелетии, то есть, не позже начала I века.
Точная датировка отделения западнобахнарских языков затруднена их близостью между собой, фактически многие из них составляют диалектную цепь. Первым от празападнобахнарского отделился язык лавен, после чего языки населения, осевшего в долине реки Конг стали постепенно расходиться с языками людей, ушедших на юг, на плато Боловен. Чуть позднее из долины Конга вышла ещё одна небольшая группа, направившаяся вверху по долине реки Сенамной, сейчас их язык известен как ньяхын. В результате этого ньяхын попал под влияние лавенских языков на плато, отдалившись от подгруппы ой лексически. Разделение языков джру и брао произошло около 1000 года н. э., если брать среднюю скорость замены в 14 слов из списка Сводеша за 1000 лет.
На рубеже I и II тысячелетий располагавшиеся тогда на территории Кхмерской империи западнобахнарские языки формировали с катуическими диалектный континуум.

## Внутренняя классификация

### История определения
Первая попытка классифицировать языки этой группы принадлежит Дэвиду Томасу и Софане Сричампе. Они попытались распределить языки на основе словников, собранных в конце XIX столетия тайским дипломатом Пхрайей Прачакий-карачаком, однако их данные неполны (словники языков лави и джук отсутствуют), а результаты неконстстентны с данными исторической фонологии.
Сидуэлл и Жак попытались воспользоваться данными лексикостатистики для определения внутренней структуры семьи в 2000 году, но результаты этого анализа были неточны ввиду скудости данных; впоследствии они повторили анализ с бо́льшим количеством слов (хотя для лави всё равно было доступно лишь 72 слова из стословного списка Сводеша).

### Текущий консенсус
- Источник: The handbook of Austroasiatic languages[11]
- подгруппа лавен[англ.]: джру[англ.], джук[англ.], су[англ.];
- ньяхын[англ.];
- подгруппа ой[англ.]: тхэ, сок, ченг[англ.], сапуан[англ.];
- подгруппа брао[англ.]: лавех, крунг, кравет.

Ой и ченг с лингвистической точки зрения являются диалектами одного языка. То же верно для лавех и брао, носители которых считают свои идиомы диалектным континуумом.

## Типологическая характеристика

### Фонетика и фонология
Сидуэлл выделил западную подгруппу на основе перехода прабахнарского /[sʔ]/ → /t/: в языке западной группы джру слово «кость» звучит как ktɨəŋ, в языке центральной группы бахнарском — как kətiiŋ, а в языке северной группы седангском — как kəsiəŋ. Здесь западнобахнарские проявляют себя как консервативная группа, так как только там сохранились дифтонги праязыка.
Севернобахнарские языки развили контраст по ненапряжённости/напряжённости гласных, которые при этом не соответствуют глухоте/звонкости идущих перед ними согласных (а сами эти согласные не подверглись оглушению); вероятно, источником этого контраста было переосмысление тембра гласных, аналогично катуическому языку пакох.
Остальные подгруппы бахнарских языков не остались преимущественно консервативны в фонологическом отношении, хотя в отдельных языках возникли собственные фонологические инновации: в ньяхыне все пресиллабы превратились в слоги *Ci(Cm)VCf, а в лави взрывные согласные потеряли контраст по звонкости и претерпели расщепление системы гласных на две группы, согласно тому, был ли исторически предшествовавший им согласный звонким.

### Лексика
Западнобахнарские языки много контактировали с катуическими (больше других бахнарских), а также с кхмерским языком, что отражается в пластах катуических и кхмерских заимствований. Так, в базовом лексиконе западнобахнарских языков много чисто катуических заимствований, которые не наблюдаются в других языках бахнарской ветви. С другой стороны, в них почти нет чамских заимствований.

## История изучения
Первыми исследователями западнобахнарских языков были тайцы: дипломат Пхрая Прачакий-карачак ещё в 1880-х годах собрал несколько списков слов языков региона, которые оставались основным источником сведений по многим языкам западнобахнарской группы вплоть до 2000 года.
Следующий всплеск интереса к ним произошёл в 1960—1970-х годах уже у европейских и американских лингвистов. Первое использование термина «западнобахнарские языки» находится в работе Томаса и Хидли 1970 года, но лингвистические данные, позволяющие выделить эту группу, опубликованы немного позднее, в Ферлус 1974 года. Полевая работа на юге Лаоса застопорилась в 1975, причиной чего была изоляционистская политика нового лаосского правительства, пришедшего к власти после войны.
После падения коммунистического режима лингвистические исследования региона продолжились, в 2001 году вышла монография тайской лингвистки Тхерапхан Луангтхонгкум о языках провинции Секонг, где помимо словников катуических и западнобахнарских языков приведено описание языка лави, о котором западной науке до того не было известно. В 2001 году вышла грамматика джру лингвистки Паскаль Жак и материалы по брао Чарльза Келлера; в 2002 опубликованы черновики словарей джру и ньяхына, составленные Жак, а Пол Сидуэлл провёл обширную полевую работу южнее плато Боловен. В 2000 году Сидуэлл и Жак выпустили сравнительный словарь западнобахнарских языков, куда включили также данные, полученные в 1960—1970-х, а в 2003 они же опубликовали сравнительный справочник западнобахнарских, посвящённый в основном их фонологии.